# Droga krajowa B2 (Austria)
Droga krajowa B2 (Waldviertler Straße)  - droga krajowa w północnej Austrii. Droga zaczyna się w leżącym w powiecie Hollabrunn miasteczka Grabern. Arteria prowadzi stamtąd w kierunku zachodnim przez Horn i Schrems dociera do dawnego przejścia granicznego z Czechami, gdzie łączy się z tamtejszą drogą I/24. Między miastem Horn, a granicą jest fragmentem trasy europejskiej E49. Arteria stanowi - wraz z drogą B4 – ważny szlak z Wiednia do Czeskich Budziejowic i Pragi.